# SummerSlam 2014
SummerSlam 2014 è stata la ventisettesima edizione dell'omonimo evento in pay-per-view prodotto annualmente dalla WWE. L'evento si è svolto il 17 agosto 2014 allo Staples Center di Los Angeles (California).

## Storyline
Il 20 luglio, a Battleground, John Cena ha difeso con successo il WWE World Heavyweight Championship in un Fatal 4-Way match che includeva anche Randy Orton, Kane e Roman Reigns. La sera seguente, a Raw, Paul Heyman ha proposto il suo cliente Brock Lesnar come nuovo sfidante di Cena; Triple H ha poi accettato la proposta di Heyman sancendo così un match per il titolo tra Cena e Lesnar per SummerSlam.
A Battleground, Chris Jericho ha sconfitto Bray Wyatt. In seguito i due hanno continuato a mandarsi messaggi per arrivare a un nuovo scontro; così, nella puntata di Raw del 28 luglio, Triple H ha annunciato che a SummerSlam ci sarebbe stato un altro match tra i due. Wyatt avrebbe però dovuto fare a meno dell'aiuto a bordo ring di Erick Rowan e Luke Harper, gli altri due membri della Wyatt Family, dopo che Jericho li ha sconfitti in due match singoli, rispettivamente il 1º agosto a SmackDown e il 4 agosto a Raw proprio per questo fine.
Il 20 luglio, a Battleground, Seth Rollins ha sconfitto Dean Ambrose per forfait, dato che Ambrose è stato espulso dall'arena da Triple H a causa del suo attacco nei confronti di Rollins, avvenuto prima dell'inizio del loro match. Nella puntata di Raw del 4 agosto Triple H ha annunciato che Ambrose e Rollins si sarebbero affrontati a SummerSlam. Lo stesso Triple H ha deciso, inoltre, che entrambi avrebbero combattuto in due Beat the Clock Challenge, rispettivamente contro Alberto Del Rio e Rob Van Dam, in modo da stabilire la stipulazione per il loro match di SummerSlam. Ambrose ha sconfitto Del Rio in 15:42, mentre Rollins ha perso contro Heath Slater (subentrato a Van Dam) lasciando dunque ad Ambrose la possibilità di scegliere la stipulazione. Nella puntata di SmackDown dell'8 agosto, Ambrose ha annunciato che il match di SummerSlam sarebbe stato un Lumberjack match.
Nella puntata di Raw del 21 luglio, Brie Bella, presente allo show per vedere la sorella Nikki, impegnata nell'ennesimo handicap match cui l'Authority la sta sottoponendo, è stata schiaffeggiata da Stephanie McMahon, che poi l'ha anche fatta portare via dalla sicurezza, dopo essere stata insultata in risposta alle sue provocazioni. La sera stessa, tuttavia, alcuni agenti di polizia hanno arrestato Stephanie, perché Brie aveva esposto denuncia: nella puntata di Raw successiva, con Stephanie ormai libera, Brie è tornata sul ring chiedendo non solo di riavere il suo lavoro e una migliore visibilità e retribuzione per la sorella, ma anche un match contro Stephanie stessa a SummerSlam, promettendo in cambio di ritirare le accuse contro la donna, che ha dunque accettato.
Randy Orton, contrariato dalla scelta di Triple H di inserire Lesnar nel match per il WWE World Heavyweight Championship a SummerSlam contro Cena, affermando di essere l'unico vero rivale per il titolo, ha attaccato Roman Reigns sia verbalmente, affermando che è colpa sua se non farà parte del match titolato del pay-per-view, sia fisicamente, colpendolo quando questi stava per combattere contro Kane, decidendo di sfidare Reigns in un match a SummerSlam, ufficializzato sul sito della WWE il 4 agosto.
Durante la battle royal per il vacante Intercontinental Championship a Battleground, Dolph Ziggler aveva appena eliminato Sheamus, l'ultimo wrestler rimasto insieme a lui sul ring, vincendo apparentemente l'incontro, quando è stato attaccato alle spalle da The Miz, che, dopo aver trascorso gran parte del match fuori dal ring, è rientrato gettandolo sopra la terza corda e vincendo così il titolo. Nelle puntate successive di Raw e SmackDown, i due hanno proseguito la faida, attaccandosi reciprocamente, fino a quando è stato annunciato un match per il titolo tra i due a SummerSlam.
Jack Swagger, assieme a Zeb Colter, ha proseguito la faida con il patriota russo Rusev e la sua manager Lana, iniziata a luglio e che li ha portati a scontrarsi a Battleground in un match singolo vinto dallo stesso Rusev. Dopo numerosi scontri verbali e fisici, Colter ha accettato il match proposto da Lana per SummerSlam (un Flag match) durante la puntata di SmackDown del 1º agosto.
A Battleground, AJ Lee ha difeso con successo il Divas Championship contro Paige. Nelle due successive puntate di Raw, Paige ha continuamente attaccato AJ.; il 4 agosto è stato dunque annunciato un match per il titolo tra le due a SummerSlam.

## Risultati
| #       | Incontri                                                    | Stipulazioni                                           | Durata |
| ------- | ----------------------------------------------------------- | ------------------------------------------------------ | ------ |
| Kickoff | Rob Van Dam ha sconfitto Cesaro                             | Single match                                           | 08:06  |
| 1       | Dolph Ziggler ha sconfitto The Miz (c)                      | Single match per il WWE Intercontinental Championship  | 07:57  |
| 2       | Paige ha sconfitto AJ Lee (c)                               | Single match per il WWE Divas Championship             | 04:55  |
| 3       | Rusev (con Lana) ha sconfitto Jack Swagger (con Zeb Colter) | Flag match                                             | 09:01  |
| 4       | Seth Rollins ha sconfitto Dean Ambrose                      | Lumberjack match                                       | 10:55  |
| 5       | Bray Wyatt ha sconfitto Chris Jericho                       | Single match                                           | 12:53  |
| 6       | Stephanie McMahon ha sconfitto Brie Bella                   | Single match                                           | 11:16  |
| 7       | Roman Reigns ha sconfitto Randy Orton                       | Single match                                           | 16:30  |
| 8       | Brock Lesnar (con Paul Heyman) ha sconfitto John Cena (c)   | Single match per il WWE World Heavyweight Championship | 16:05  |